# Diklofenak
Diklofenak (kemiskt namn: [o-(2,6-Dikloroanilino)fenyl]ättiksyra) är den aktiva substansen i vissa mildare smärtstillande läkemedel. Exempel på varumärken som bygger på diklofenak är Voltaren, Arthrotec och Eeze, men medlet finns även i generiska läkemedel med samma innehåll och verkan.
Sedan millennieskiftet har diklofenak identifierats som ett miljögift. Branschorganisationen Svenskt Vatten var kritisk till att det fick säljas receptfritt, men det är efter 1 juni 2020 receptbelagt då det ökar risken för stroke.

## Historia
Namnet "diklofenak" härrör från dess kemiska namn, motsvarande engelska 2-(2,6-dichloranilino) phenylacetic acid (motsvarande svenska [o-(2,6-Dikloroanilino)fenyl]ättiksyra). Substansen utvecklades ursprungligen av Ciba-Geigy (idag Novartis) 1973. Det introducerades i Storbritannien första gången 1979 Ett antal läkemedel till salu i Sverige baseras på diklofenak, exempelvis Voltaren, Arthrotec och Eeze.

## Användning
Diklofenak är ett smärtstillande, febernedsättande och inflammationsdämpande NSAID-läkemedel. Det används för att behandla reumatiska sjukdomar som artros, ledgångsreumatism och Bechterews sjukdom och för att reducera smärta i samband med menstruation och andra tillstånd såsom nackspärr och lättare muskelinflammationer.
Medlet kan ges antingen som ett natrium- eller kaliumsalt, och i länder som Storbritannien, Indien, USA och Brasilien saluförs båda varianterna. I Kina ges det oftast i form av natriumsalt, medan kaliumsalt är vanligare i andra länder. Diklofenak finns tillgängligt som ett generiskt läkemedel i en mängd olika varianter, inklusive diklofenak-dietylamin, som ges lokalt – exempelvis i form av en gel.
I vissa länder, bland annat Sverige, var diklofenakhaltiga läkemedel mellan 2006 och 2020 tillgängliga receptfritt, som medel mot mindre smärta och feber relaterat till allmänna infektioner. En del läkemedel med diklofenak blev under 2006 receptfria i Sverige.  Andra läkemedel med diklofenak var fortfarande receptbelagda, och detta gällde typiskt tabletter med större styrka, till exempel diklofenak 50 mg tabletter. Under sommaren 2020 blev diklofenak i tablettform receptbelagt, medan gel/krämer innehållande ämnet fortsatt är receptfria.
Användning under de första månaderna av en graviditet är inte rekommenderad, eftersom det hämmar livmodersammandragningarna och skulle kunna öka risken för missfall. Medlet kan vid långvarig användning ge retningar på magens slemhinna och orsaka magsår.
Vidare är ämnet att anse som hormonimitatör (Life Sciences (vol. 146, Januari 2016)) och drabbar i detta sammanhang speciellt personer med sköldkörtelproblem.

## Miljöpåverkan

### Fiskar
När substansen kommer ut i sötvatten har det en miljöpåverkan och det anses svårare att rena bort i reningsverk än exempelvis ibuprofen. Diklofenak, liksom andra NSAID-läkemedel, har visat sig kunna skada olika arter av sötvattensfisk, exempelvis regnbågsöring. Undersökningar har visat att diklofenak ger effekter på gälar, njurar och lever hos fisk.

### Gamar
För gamar är diklofenak ett ofta dödligt gift. Hos fåglarna bidrar det till akut eller kronisk njursvikt. Undersökningar har visat att gamar (samt i viss mån andra fåglar) har en annorlunda blodförsörjning av njuren än till exempel njuren hos däggdjur, och hos gamar/fåglar tros diklofenak hämma blodflödet till njurbarken.
Diklofenak har tidigare använts allmänt som veterinärmedicin i södra och sydöstra Asien. Detta antas sedan 1990-talet ha medverkat till cirka 40 miljoner gamars död, i samband med att de ätit av kadaver från tamboskap som behandlats med diklofenak. Fyra av de tidigare vanligaste av Sydasiens gamar är numera[när?] rödlistade, och av bengalgam (tidigare ansedd som världens vanligaste rovfågel) återstår endast cirka 15 000 exemplar. Medlet har förbjudits som veterinärmedicin i Sydasien, men det har samtidigt gjorts lagligt inom EU, i Spanien som har Europas största gampopulationer blev det tillåtet för veterinärt bruk 2013.